# Emmanuel Duchemin
Emmanuel Duchemin (Amiens, 14 marzo 1979) è un ex calciatore francese, di ruolo di centrocampista.

## Palmarès

### Club

#### Competizioni nazionali
- Campionato francese di seconda divisione: 1

Nancy: 2004-2005
- Coppa di Lega francese: 1

Nancy: 2005-2006